# Prosoplus granulosus
Prosoplus granulosus är en skalbaggsart som först beskrevs av Stefan von Breuning 1938.  Prosoplus granulosus ingår i släktet Prosoplus och familjen långhorningar. Inga underarter finns listade i Catalogue of Life.